# Wiedemannia arvernensis
Wiedemannia arvernensis är en tvåvingeart som beskrevs av Vaillant 1964. Wiedemannia arvernensis ingår i släktet Wiedemannia och familjen dansflugor. Inga underarter finns listade i Catalogue of Life.